# هيلي بنيت
هيلي بنيت (بالإنجليزية: Haley Bennett)‏ (مواليد 7 يناير 1988) هي ممثلة ومغنية أمريكية، بدأت مسيرتها في أفلام موسيقى وكلمات (2007) واستحواذ مولي هارتلي [الإنجليزية] (2008) وكلية [الإنجليزية] (2008) والحفرة [الإنجليزية] (2009) وكابوم [الإنجليزية] (2010) وبعد السقوط [الإنجليزية] (2014) والمعادل (2014) وكريستي (2014) وهاردكور هنري (2015) والسبعة الرائعون (2016) و‌الفتاة في القطار (2016).

## حياتها المبكرة
ولدت بنيت باسم هيلي لورين كيلينغ في فورت مايرز، فلوريدا في عام 1988. عندما كانت طفلة انتقلت للعيش في ستو أوهايو، مسقط رأس والديها. التقى والداها، ليلاني ورونالد كيلينغ، في الكنيسة وتوجهوا إلى فلوريدا بينما كانت ليلاني حاملاً بها. هي من أصول إنجليزية وألمانية وإيرلندية وليتوانية واسكتلندية. نشأت في نيبلز بولاية فلوريدا. انفصل والداها عندما كانت في السادسة من عمرها وانتقلت إلى أوهايو مع والدها الذي افتتح متجرًا لتصليح السيارات هناك. كانوا يتنقلون بانتظام في جميع أنحاء الولاية، حيث قال بينيت لاحقًا:
| هيلي بنيت | لم يكن هناك وقت أعيش فيه في أي مكان أكثر من عامين. كنت دائمًا منبوذًا اجتماعيًا. ربما لم أكن أهتم بما يعتقده الناس لأنني [فكرت]،" حسنًا، ربما لن أبقى هنا لفترة طويلة. | هيلي بنيت |

عندما كانت بينيت في العاشرة من عمرها، انتقلت هي ووالدها إلى ستو، أوهايو، حيث التحقت بمدرسة ستو مونرو فولز الثانوية. في سن 13، التحقت بمدرسة باربيزون للنمذجة في آكرون، أوهايو. حضرت المؤتمر الدولي للنمذجة والمواهب في عامي 2001 و 2006، حيث فازت بجائزة كبرى، مثلت في المسرحيات المدرسية، وغنت في الجوقات. عاشت أيضًا مع والدتها في نيبلز من حين لآخر، حيث التحقت بمدرسة بارون جي كولير الثانوية، ودرست الموسيقى والتمثيل. عندما كانت بينيت في الثامنة عشرة من عمرها، أقنعت والدتها بأخذها إلى لوس أنجلوس لمدة ثلاثة أشهر لمتابعة مهنة التمثيل. بدأت في استخدام اسم والدتها قبل الزواج كاسم مسرحي لها.

## السيره المهنيه
| سنة  | فيلم                             | العنوان بالإنجليزية           | دور          | ملاحظات   |
| ---- | -------------------------------- | ----------------------------- | ------------ | --------- |
| 2007 | موسيقى وكلمات                    | Music and Lyrics              | كورا كورمان  |           |
| 2008 | كلية [الإنجليزية]                | College                       | كيندال       |           |
| 2008 | استحواذ مولي هارتلي [الإنجليزية] | The Haunting of Molly Hartley | مولي هارتلي  |           |
| 2008 | مارلي وأنا                       | Marley & Me                   | ليزا         |           |
| 2009 | ممر [الإنجليزية]                 | Passage                       | آبي          | فيلم قصير |
| 2009 | الحفرة                           | The Hole                      | جولي كامبل   |           |
| 2010 | كابوم [الإنجليزية]               | Kaboom                        | ستيلا        |           |
| 2010 | أركاديا المفقودة [الإنجليزية]    | Arcadia Lost                  | شارلوت       |           |
| 2013 | مسحوق عميق                       | Deep Powder                   | ناتاشا       |           |
| 2014 | بعد السقوط [الإنجليزية]          | After The Fall                | روبي         |           |
| 2014 | كريستي                           | Kristy                        | جستين ويلز   |           |
| 2014 | ضائعة في المدينة البيضاء         | Lost in the White City        | إيفا         |           |
| 2014 | المعادل                          | The Equalizer                 | ماندي        |           |
| 2015 | هاردكور هنري                     | Hardcore Henry                | استل         |           |
| 2016 | مثل جريمة                        | A Kind of Murder              | ايلي بريس    |           |
| 2016 | السبعة الرائعون                  | The Magnificent Seven         | إيما كولين   |           |
| 2016 | الفتاة في القطار                 | The Girl on the Train         | ميغان هبول   |           |
| 2016 | القواعد لا تنطبق                 | Rules Don't Apply             | مامي         |           |
| 2017 | شكرا لخدمتك                      | Thank You for Your Service    | ساسكيا شومان |           |
| 2017 | عديم الوزن                       | Weightless                    |              | مكتمل     |
| 2019 | إبتلاع                           | Swallow                       | هانتر        |           |
| 2019 | منتجع البحر الأحمر للغوص         | The Red Sea Diving Resort     | راشيل رايتر  |           |
| 2020 | شيطان أبد الدهر                  | The Devil All the Time        | شارلوت راسل  |           |
| 2020 | هيلبيلي المرثية                  | Hillbilly Elegy               | ليندسي       |           |
| 2021 | سيرانو                           | Cyrano                        | Roxanne      |           |

## وصلات خارجية
- هيلي بنيت على موقع IMDb (الإنجليزية)
- هيلي بنيت على موقع ميتاكريتيك (الإنجليزية)
- هيلي بنيت على موقع روتن توميتوز (الإنجليزية)
- هيلي بنيت على موقع قاعدة بيانات الأفلام العربية
- هيلي بنيت على موقع ألو سيني (الفرنسية)
- هيلي بنيت على موقع ميوزك برينز (الإنجليزية)
- هيلي بنيت على موقع أول موفي (الإنجليزية)
- هيلي بنيت على موقع قاعدة بيانات الأفلام السويدية (السويدية)
- هيلي بنيت على موقع إن إن دي بي (الإنجليزية)
- هيلي بنيت على موقع ديسكوغز (الإنجليزية)